# Castello di Gragnano
Das Castello di Gragnano ist eine Burgruine aus dem 10. Jahrhundert in Gragnano in der italienischen Region Kampanien. Die Burg wurde vom 10. Jahrhundert bis zum Fall der Republik Amalfi im 12. Jahrhundert genutzt. Heute sind nur noch einige Reste der ehemaligen Burg sichtbar, so das Eingangstor, Teile der Umfassungsmauer und einige Türme.

## Geschichte und Beschreibung

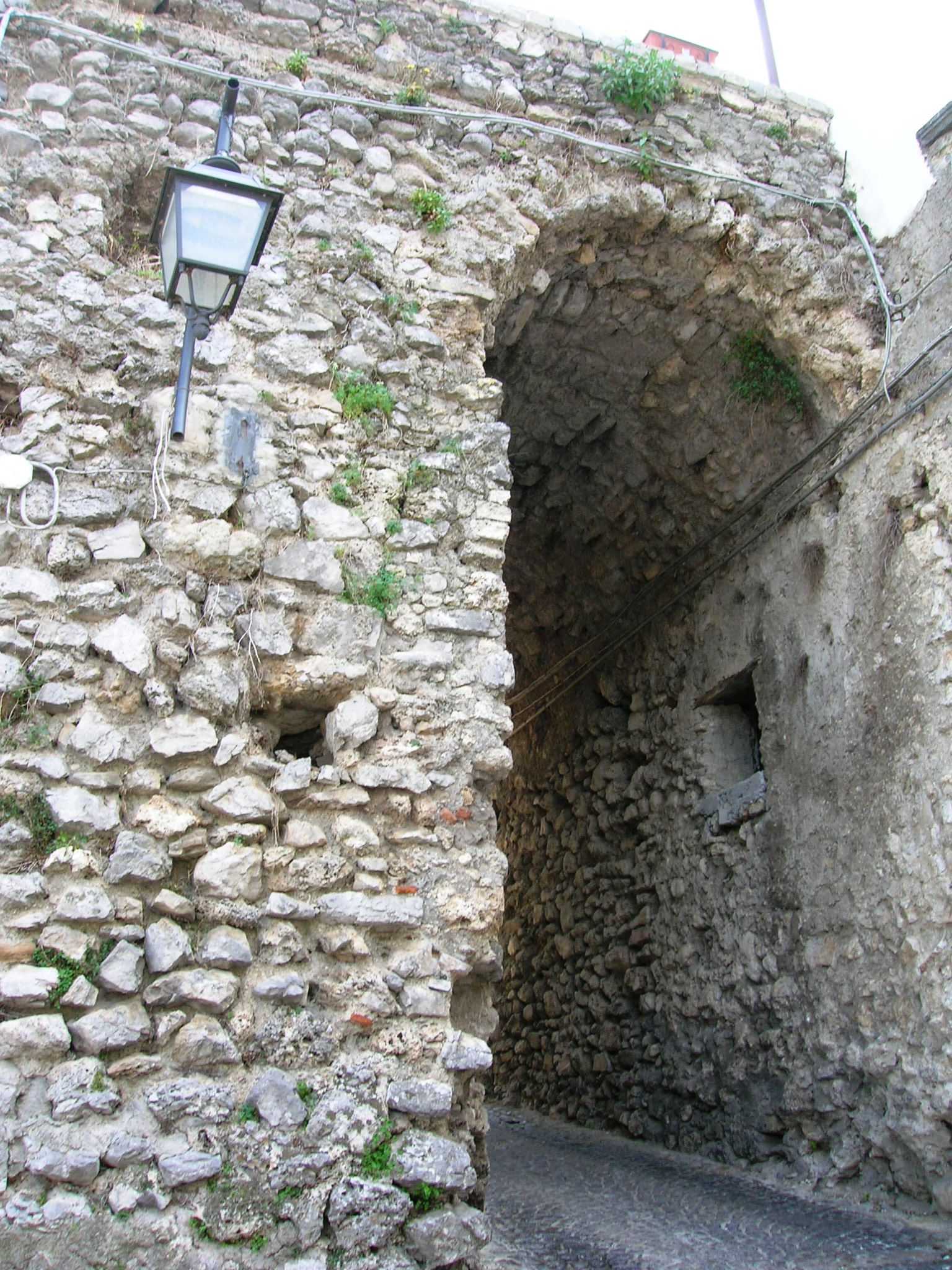
Eingangstor

Die Burg wurde ungefähr im 10. Jahrhundert an einem Ort errichtet, an dem früher ein altrömisches Oppidumstand. Die Burg der Republik Amalfi wurde aus demselben Grund errichtet, wie das benachbarte Castello di Lettere, nämlich zur Verteidigung des Gebietes gegen mögliche Überfälle der Langobarden und Normannen, die den Golf von Neapel bedrohten. Einer weiteren Hypothese nach soll die Burg erst 1075 auf Geheiß Robert Guiskards, eines normannischen Herzogs, erbaut worden sein, dem es gelungen war, einige Jahre lang die Herrschaft über einige Territorien der Republik Amalfi zu erlangen. Die ersten Dokumente, die sich ganz klar auf diese Burg beziehen, stammen von 1077, als im Codex Amalfitano die Gebäude auf dem Zenit ihrer Stärke beschrieben wurden; im 13. Jahrhundert erreichte die Burg den Gipfel ihres Glanzes, als sie das politische und religiöse Zentrum von Gragnano wurde, mit der Errichtung des Erzpriestersitzes und der Kirche. Mit dem Fall der Republik Amalfi verlor die Burg ihre Verteidigungsfunktion und die Siedlung in ihrem Inneren entvölkerte sich nach und nach, insbesondere mit der Abwanderung der wichtigsten wirtschaftlichen Funktionen talwärts: Dennoch wohnen auch heute noch mehrere Hundert Menschen in der Siedlung, die teilweise noch ihr mittelalterliches Aussehen behalten hat.
Das „Castrum granianense“, wie die Siedlung im Inneren der Burg ursprünglich genannt wurde, lag an einer strategisch günstigen Stelle über dem Valle dei Mulini und war durch drei Mauerringe geschützt: Der erste umschloss das gesamte Tal, der zweite, gekennzeichnet durch zwölf Türme und drei Eingangstore, umschloss die Siedlung, und der dritte bildete die eigentliche Burg und zeichnete sich durch einen Bergfried aus, der später abgerissen wurde, um Platz für die Kirche zu schaffen. Von all diesen Anlagen blieben bis heute nur noch ein Gewölbeeingangstor und einige Reste von Türmen erhalten. Gut sichtbar erhalten blieb dagegen das Straßensystem mit einem etwa 130 Meter langen Decumanus, der zwei Eingangstore und einige schmale Nebenstraßen verband, nur so breit, dass ein Maultier passieren konnte, und nach den dort ausgeführten Arbeiten benannt. Auf dem Hauptplatz der Burg steht die Kirche ‚‚Santa Maria dell’Assunta‘‘, die heute noch existiert.